# UNSPSC
UNSPSC son las iniciales de United Nations Standard Products and Services Code. Es un sistema de cifrado que clasifica productos y servicios para fines comerciales a escala mundial. La gestión y desarrollo de UNSPSC está coordinado por GS1 US y respaldado por la ONU desde 2003. La versión actual de la clasificación contiene más de 16.000 términos y puede descargarse libremente del portal de UNSPSC.
Hay que destacar la aportación de UNSPSC al desarrollo de la Web semántica, en su configuración ontológica (mediante OWL y RDFS), y su integración con los servicios Web y el catálogo UDDI.

## Temas relacionados
- Web semántica, RDF, OWL
- servicios Web, UDDI